# Fernando Rafful Miguel
Fernando Rafful Miguel (Ciudad del Carmen, Campeche, 5 de octubre de 1934) es un político mexicano, miembro del Partido Revolucionario Institucional (PRI). Fue el primer titular de la entonces Secretaría de Pesca en el año de 1982.

## Biografía
Realizó sus estudios básicos en la Primaria Federal No. 5 y en el Liceo Carmelita, de Ciudad del Carmen. Es licenciado en Economía egresado de la entonces Escuela Nacional de Economía de la Universidad Nacional Autónoma de México (UNAM), de donde se tituló en 1965 con la tesis «Zonas Deprimidas y Política Agrícola en México». Institución de la que también de se desempeñó como docente.
Realizó gran parte de su carrera en la función pública en la entonces Secretaría del Patrimonio Nacional, donde ocupó los siguientes cargos: de 1965 a 1966, asesor del departamento de Control y Vigilancia de los Organismos Descentralizados y Empresas de Participación Estatal, y de 1967 a 1970 director del departamento de Estudios Económicos. En 1970 al asumir la presidencia de México Luis Echeverría Álvarez, es nombrado secretario del Patrimonio Nacional Horacio Flores de la Peña, quien nombra a Rafful director general de Control y Vigilancia de los Organismos Descentralizados y Empresas de Participación Estatal, de ese año a 1973; y de 1973 a 1976 subsecretario del Patrimonio Nacional.
Renunció a la subsecretaria para ser postulado candidato del PRI a Senador por Campeche en segunda fórmula, resultando elegido para las Legislaturas L y LI de dicho año al de 1982. Sin embargo, el 3 de diciembre del mismo año solicitó y recibió licencia al cargo, para ser nombrado por el nuevo presidente de México, José López Portillo, como subsecretario de Pesca de la Secretaría de Comercio.
El 1 de enero de 1977 la nueva Ley de la Administración Pública Federal elevó dicha subsecretaria al rango de Departamento de Pesca, y Rafful asumió ese mismo día su titularidad, y el 5 de enero de 1982, una reforma a la misma ley, transformó el departamento en Secretaría de Pesca, fungiendo como su primer titular entre ese día y el 30 de noviembre de 1982, fin del gobierno de López Portillo.
En enero de 1995, el gobernador de Campeche Jorge Salomón Azar García, lo nombró secretario general de Gobierno del estado. Permaneció al frente de dicha dependencia hasta abril de 1997 en que renuncia para ser candidato del PRI a diputado por del Distrito 8 local en las elecciones estatales de dicho año. Fue elegido para la LVI Legislatura estatal de dicho año a 2000; pero solicitó licencia el 7 de octubre de 1997 para ser delegado de la Secretaría de Educación Pública en Campeche, y en 2000 el gobernador José Antonio González Curi, lo nombró representante de Campeche en la Ciudad de México.